# 府内大橋
府内大橋（ふないおおはし）は、大分県大分市の大分川に架かる橋である。国道10号および国道210号（重複区間）の一部を構成する。

## 概要
大分川が東流から北流に転じる地点に架かる橋で、大分市の中心部と稙田地区を結ぶ。国道10号の建設に伴い1960年（昭和35年）5月12日開通。その後、大分臨海工業地帯の開発などにより稙田地区の人口が急増したことから、1979年（昭和54年）に既存橋に接する形で新橋を架設した。2013年（平成25年）3月には上下線ともに耐震補強工事を完了している。
この橋から由布岳および鶴見岳を見ると、2つの山が重なる部分にちょうど小鹿山の稜線が重なって、由布岳および鶴見岳が透けているかのように見える。